# Комплекс общежитий Института красной профессуры
Комплекс общежитий Института красной профессуры — памятник конструктивизма, расположенный по адресу Большая Пироговская улица, 51 в районе Хамовники в Центральном административном округе Москвы. Имеет статус ценного градоформирующего объекта.

## История
Комплекс из восьми 6-этажных корпусов, стоящих по Большой Пироговской улице, был построен в 1929—1932 годах для Института красной профессуры петербургскими архитекторами дореволюционной школы Дмитрием Осиповым и Алексеем Рухлядевым. Институт был основан в 1921 году как высшее учебное заведение ЦК КПСС, которое готовило преподавателей общественных наук, партийных работников и чиновников. Институт расположился в здании Страстного монастыря, часть студентов жила там же, другие — в различных домах города. Учебное заведение пользовалось популярностью, в 1927 году было принято решение о строительстве общежития для слушателей, в 1928 году началось возведение корпусов. Заселение началось в 1932 году по мере готовности корпусов.
С окончанием строительства совпало расформирование института в 1938 году, после которого здания общежития перешли Военно-политической академии, бывшим учащимся института были предложены месячные стипендии и деньги на возвращение домой, а жилые помещения заняли курсанты с семьями и младший преподавательский состав. Утверждается, что часть строительства профинансировал писатель Максим Горький. По легенде, проводя инспекцию зданий в составе принимающей комиссии, он продолжительное время обследовал все помещения, и дал ёмкую характеристику: «Хоро-о-шую конюшню для комиссаров построили!».
Каждой семье в общежитие предоставляли по комнате. Курсанты с одним ребёнком получали 12-метровую, с двумя — 15-метровую. Слушатели третьего, выпускного курса с 2 детьми могли получить целую секцию — 2 комнаты, объединённые небольшим коридором. Каждую весну, лето и осень окончившие обучение покидали общежитие, а вновь прибывшие занимали комнаты, что приводило к столпотворению. За это общежитие получило ироничное наименование «Цыганское посольство». Другое «народное» название — «Пироговка» — было связано с местоположением и расположенным на противоположной стороне улицы 2-м Московским государственным медицинским институтом имени Н. И. Пирогова. В одном из корпусов общежития некоторое время жил космонавт Юрий Гагарин.

### Современность
Здание осталось в ведении Министерства обороны, и впоследствии перешло Военному университету. Последний капитальный ремонт корпусов был проведён в 1974 году, и они постепенно ветшали. Однако информацию об аварийном состоянии зданий отрицает общественная организация Save Europe's Heritage, выпустившая соответствующее исследование. Комплекс получил статус объекта культурного наследия, но лишился его в середине 2000-х.
В 2005—2006 годах бюро «Арх Проект-2» разработало для компании «Интеко», принадлежавшей супруге мэра Москвы Юрия Лужкова Елене Батуриной, проект застройки участка элитным жильём. В 2008 году в здании произошёл пожар. Министерство обороны начало расселение проживавших в общежитии офицерских семей, сопровождавшееся скандалами, судебными разбирательствами, отключением водоснабжения, электричества и лифтов, угрозами скорого сноса. Несмотря на постановление Объединения административно-технических инспекций города Москвы здание не было отреставрировано к празднованию 860-летия Москвы.
В соответствии с генеральным планом развития Москвы, принятым Мосгордумой и подписанным Лужковым в мае 2010 года, и принятым параллельно законом «О правилах землепользования и застройки Москвы» территория общежития вошла в число «зон реорганизации», где проведение нового строительства разрешалось несмотря на охранные зоны и расположение объектов культурного наследия.
Генеральный план подвергся широкой критике, градозащитникам удалось исключить из числа территорий реорганизации около 200 объектов, а после вступления в должность мэра Москвы Сергей Собянин инициировал пересмотр документа, который, помимо прочего, минимизировал новое строительство в историческом центре. Из-за расширения территории Москвы разработка нового плана затянулась, и по заявлениям заместителя мэра по градостроительной политике и строительству Марата Хунсуллина должна завершиться в первой половине 2017 года.

## Архитектура
В плане комплекс общежитий напоминает пилу или гребёнку (именно такие названия он получил среди москвичей): 8 корпусов расположены в шахматном порядке и объединены галереей-переходом, строения с чётными номерами выходят торцевой частью на Большую Пироговскую улицу, с нечётными — на параллельно расположенную Малую Пироговскую. Пространство между корпусами занимают открытые дворики со входом через арки под галереей. По словам бывшего коменданта общежития, опубликованным журналом «Большой город», расселение по корпусам зависело от специальности (6-й корпус занимали лётчики, 2-й — педагоги, 1-й был общевойсковым), а каждая семья получала небольшой участок во дворе, за которым ухаживала и где высаживала цветы. На первом этаже комплекса были расположены ресторан и детский клуб.
Комнаты общежития располагались в корпусах, квартиры преподавателей с балконами занимали центральную галерею здания. На каждом этаже располагались по 10—12 (по другим сведениям, до 19) секций, состоявших из 2 комнат (12 и 15 м²) и небольшой прихожей-коридора (2,5 м²). На весь этаж имелась 1 кухня с 4 газовыми плитами на 4 конфорки каждая, 2 раковинами и рабочим столом для каждой хозяйки. Душевые, туалеты и помещения для стирки были полностью обобществлены и вынесены в отдельные комнаты. В мужским туалете было установлено больше раковин, чем в женском: проживавшие в общежитии мужчины вставали, умывались и шли на занятия в одно и то же время.
В проекте, по которому были выстроены корпуса, были широко применены выразительные средства архитектуры эпохи авангарда: балконы-галереи в центральном корпусе, угловые окна в комнатах, вертикальное остекление, окна в форме параллелограмма на полуцилиндрических «башнях», внутри которых расположены лестничные клетки. Их дополняют приёмы «доконструктивистского» периода — сквозные и закрытые ограждения и полукруглые балконы, расположенные в одной плоскости с выступами лестничных клеток.